# 캣 벌루
《캣 벌루》(영어: Cat Ballou)는 1965년 개봉한 미국의 서부 뮤지컬 코미디 영화이다. 엘리엇 실버스틴이 감독을 맡았으며, 로이 챈슬러의 소설 "The Ballad of Cat Ballou"가 원작이다.

## 출연
- 제인 폰다
- 리 마빈
- 마이클 캘런
- 드웨인 히크먼
- 냇 킹 콜
- 스터비 케이
- 톰 나디니
- 존 말리
- 레지널드 데니
- 제이 C. 플리펀
- 아서 허니컷
- 브루스 캐벗
- 버트 머스틴
- 폴 길버트
- 프랭크 더볼

## 기타 제작진
- 협력 제작: 미치 린더먼
- 의상: 빌 토머스